# Винет (Монтана)
Винет (енгл. Winnett) град је у америчкој савезној држави Монтана.

## Демографија
По попису из 2010. године број становника је 182, што је 3 (-1,6%) становника мање него 2000. године.
| Група             | 2000.       | 2010.       |
| Белци             | 184 (99,5%) | 180 (98,9%) |
| Афроамериканци    | 0 (0,0%)    | 0 (0,0%)    |
| Азијати           | 0 (0,0%)    | 0 (0,0%)    |
| Хиспаноамериканци | 0 (0,0%)    | 2 (1,1%)    |
| Укупно            | 185         | 182         |